# A Már megint Malcolm epizódjainak listája
A Már megint Malcolm című amerikai televíziós sorozat 151 epizódját a Fox csatorna 2000-2006 között, hét évadon keresztül sugározta.

## Évados áttekintés
| Évad | Évad | Epizódok | Eredeti sugárzás     | Eredeti sugárzás | Eredeti adó |
| Évad | Évad | Epizódok | Évadpremier          | Évadfinálé       | Eredeti adó |
| ---- | ---- | -------- | -------------------- | ---------------- | ----------- |
|      | 1    | 16       | 2000. január 9.      | 2000. május 21.  | FOX         |
|      | 2    | 25       | 2000. november 5.    | 2001. május 20.  | FOX         |
|      | 3    | 22       | 2001. november 11.   | 2002. május 12.  | FOX         |
|      | 4    | 22       | 2002. november 3.    | 2003. május 18.  | FOX         |
|      | 5    | 22       | 2003. november 2.    | 2004. május 23.  | FOX         |
|      | 6    | 22       | 2004. november 7.    | 2005. május 15.  | FOX         |
|      | 7    | 22       | 2005. szeptember 30. | 2006. május 14.  | FOX         |

## 1. évad (2000)
| Sor. | Év. | Cím                                       | Rendező        | Író                                   | Premier                              | Nézettség    |
| ---- | --- | ----------------------------------------- | -------------- | ------------------------------------- | ------------------------------------ | ------------ |
| 1.   | 1.  | A kezdetek (Pilot)                        | Todd Holland   | Linwood Boomer                        | 2000. január 9. 2009. augusztus 31.  | 22,35 millió |
| 2.   | 2.  | A vörös ruha (Red Dress)                  | Arlene Sanford | Alan J. Higgins                       | 2000. január 16. 2009. augusztus 31. | 23,24 millió |
| 3.   | 3.  | Francis hazalátogat (Home Alone 4)        | Todd Holland   | Michael Glouberman & Andrew Orenstein | 2000. január 23.                     | 19,29 millió |
| 4.   | 4.  | Szégyen! (Shame)                          | Nick Marck     | David Richardson                      | 2000. február 6.                     | 16,93 millió |
| 5.   | 5.  | Malcolm, a bébiszitter (Malcolm Babysits) | Jeff Melman    | Maggie Bandur & Pang-Ni Landrum       | 2000. február 13.                    | 18,05 millió |
| 6.   | 6.  | Ottalvás (Sleepover)                      | Ken Kwapis     | Dan Kopelman                          | 2000. február 20.                    | 15,90 millió |
| 7.   | 7.  | Francis megszökik (Francis Escapes)       | Todd Holland   | Linwood Boomer                        | 2000. február 27.                    | 16,06 millió |
| 8.   | 8.  | Stréberpiknik (Krelboyne Picnic)          | Todd Holland   | Michael Glouberman & Andrew Orenstein | 2000. március 12.                    | 14,19 millió |
| 9.   | 9.  | Rizses makaróni (Lois vs. Evil)           | Todd Holland   | Jack Amiel & Michael Begler           | 2000. március 19.                    | 16,29 millió |
| 10.  | 10. | Egy kis kikapcsolódás (Stock Car Races)   | Todd Holland   | David Richardson                      | 2000. április 2.                     | 13,12 millió |
| 11.  | 11. | Temetés (Funeral)                         | Arlene Sanford | Maggie Bandur & Pang-Ni Landrum       | 2000. április 9.                     | 15,19 millió |
| 12.  | 12. | Pompomfiú (Cheerleader)                   | Todd Holland   | Dan Kopelman                          | 2000. április 16.                    | 12,91 millió |
| 13.  | 13. | Görkorcsolya (Rollerskates)               | Ken Kwapis     | Alan J. Higgins                       | 2000. április 30.                    | 14,24 millió |
| 14.  | 14. | Lois nélkül (The Bots and the Bees)       | Chris Koch     | Alan J. Higgins & David Richardson    | 2000. május 7.                       | 12,42 millió |
| 15.  | 15. | Vasárnap vagy hétfő? (Smunday)            | Jeff Melman    | Michael Glouberman & Andrew Orenstein | 2000. május 14.                      | 12,56 millió |
| 16.  | 16. | Élményfürdő (Water Park)                  | Ken Kwapis     | Maggie Bandur & Pang-Ni Landrum       | 2000. május 21.                      | 14,39 millió |

## 2. évad (2000-2001)
| Sor. | Év. | Cím                                  | Rendező        | Író                                                     | Premier            | Nézettség    |
| ---- | --- | ------------------------------------ | -------------- | ------------------------------------------------------- | ------------------ | ------------ |
| 17.  | 1.  | Dugó (Traffic Jam)                   | Todd Holland   | Dan Kopelman                                            | 2000. november 5.  | 15,52 millió |
| 18.  | 2.  | Halloween (Halloween Approximately)  | Todd Holland   | Dan Kopelman                                            | 2000. november 8.  | 9,18 millió  |
| 19.  | 3.  | Lois születésnapja (Lois' Birthday)  | Ken Kwapis     | Alex Reid                                               | 2000. november 12. | 16,43 millió |
| 20.  | 4.  | Vacsora (Dinner Out)                 | Jeff Melman    | Michael Glouberman & Andrew Orenstein                   | 2000. november 15. | 9,73 millió  |
| 21.  | 5.  | Felrobbant a puma! (Casino)          | Todd Holland   | Gary Murphy & Neil Thompson                             | 2000. november 19. | 14,21 millió |
| 22.  | 6.  | Puppi Puppi (Convention)             | Jeff Melman    | Bob Stevens                                             | 2000. november 22. | 9,87 millió  |
| 23.  | 7.  | Betörés (Robbery)                    | Todd Holland   | Alan J. Higgins                                         | 2000. november 26. | 15,52 millió |
| 24.  | 8.  | Terápia (Therapy)                    | Ken Kwapis     | Ian Busch                                               | 2000. november 29. | 9,53 millió  |
| 25.  | 9.  | Szentivánéji álom (High School Play) | Jeff Melman    | Maggie Bandur & Pang-Ni Landrum                         | 2000. december 10. | 16,92 millió |
| 26.  | 10. | Reese, a szájhős (The Bully)         | Jeff Melman    | Alex Reid                                               | 2000. december 17. | 15,87 millió |
| 27.  | 11. | Az öreg Mrs. Griffin (Old Mrs. Old)  | Todd Holland   | Alan J. Higgins                                         | 2001. január 7.    | 17,10 millió |
| 28.  | 12. | Cinthia (Krelboyne Girl)             | Arlene Sanford | Bob Stevens                                             | 2001. január 14.   | 14,86 millió |
| 29.  | 13. | Új szomszédok (New Neighbors)        | Ken Kwapis     | Maggie Bandur & Pang-Ni Landrum                         | 2001. január 21.   | 14,89 millió |
| 30.  | 14. | Hal szünetel (Hal Quits)             | Ken Kwapis     | Michael Glouberman & Andrew Orenstein                   | 2001. február 4.   | 18,59 millió |
| 31.  | 15. | A nagyszülők (The Grandparents)      | Todd Holland   | Gary Murphy & Neil Thompson                             | 2001. február 11.  | 14,33 millió |
| 32.  | 16. | Igazam van! (Traffic Ticket)         | Jeff Melman    | Larry Strawther                                         | 2001. február 18.  | 15,80 millió |
| 33.  | 17. | Malcolm nélkül (Surgery)             | Jeff Melman    | Maggie Bandur & Pang-Ni Landrum                         | 2001. február 25.  | 17,55 millió |
| 34.  | 18. | Reese főzni tanul (Reese Cooks)      | Jeff Melman    | Dan Kopelman                                            | 2001. március 4.   | 17,03 millió |
| 35.  | 19. | Reese megbukik (Tutoring Reese)      | Ken Kwapis     | Ian Busch                                               | 2001. március 11.  | 14,90 millió |
| 36.  | 20. | Bowling (Bowling)                    | Todd Holland   | Alex Reid                                               | 2001. április 1.   | 13,71 millió |
| 37.  | 21. | Drazsé (Malcolm vs. Reese)           | Todd Holland   | Történet: Dan Danko & Tom Mason Tévéjáték: Dan Kopelman | 2001. április 22.  | 14,46 millió |
| 38.  | 22. | Minimotor (Mini-Bike)                | Ken Kwapis     | Michael Glouberman & Andrew Orenstein                   | 2001. április 29.  | 14,59 millió |
| 39.  | 23. | Karnevál (Carnival)                  | Ken Kwapis     | Alex Reid                                               | 2001. május 6.     | 13,61 millió |
| 40.  | 24. | Evakuálás (Evacuation)               | Todd Holland   | Gary Murphy & Neil Thompson                             | 2001. május 13.    | 14,02 millió |
| 41.  | 25. | Visszaemlékezés (Flashback)          | Jeff Melman    | Ian Busch                                               | 2001. május 20.    | 13,77 millió |

## 3. évad (2001-2002)
| Sor. | Év. | Cím                                          | Rendező       | Író                                                                          | Premier            | Nézettség    |
| ---- | --- | -------------------------------------------- | ------------- | ---------------------------------------------------------------------------- | ------------------ | ------------ |
| 42.  | 1.  | Nyaralás (Houseboat)                         | Todd Holland  | Bob Stevens                                                                  | 2001. november 11. | 15,49 millió |
| 43.  | 2.  | Felszabadítás (Emancipation)                 | Jimmy Simons  | Alan J. Higgins                                                              | 2001. november 14. | 8,94 millió  |
| 44.  | 3.  | Könyvklub (Book Club)                        | Todd Holland  | Alex Reid                                                                    | 2001. november 18. | 13,62 millió |
| 45.  | 4.  | Malcolm barátnője (Malcolm's Girlfriend)     | Ken Kwapis    | Ian Busch                                                                    | 2001. november 28. | 8,91 millió  |
| 46.  | 5.  | Jótékonyság (Charity)                        | Jeff Melman   | Gary Murphy & Neil Thompson                                                  | 2001. december 2.  | 12,03 millió |
| 47.  | 6.  | Egészségügyi rémület (Health Scare)          | Todd Holland  | Dan Kopelman                                                                 | 2001. december 9.  | 12,89 millió |
| 48.  | 7.  | Karácsony (Christmas)                        | Jeff Melman   | Maggie Bandur & Pang-Ni Landrum                                              | 2001. december 16. | 13,07 millió |
| 49.  | 8.  | Póker (Poker)                                | Ken Kwapis    | Michael Borkow                                                               | 2002. január 6.    | 11,84 millió |
| 50.  | 9.  | Reese munkája (Reese's Job)                  | Todd Holland  | Gary Murphy & Neil Thompson                                                  | 2002. január 20.   | 11,14 millió |
| 51.  | 10. | Lois átalakulása (Lois' Makeover)            | Jeff Melman   | Michael Glouberman & Andrew Orenstein                                        | 2002. január 27.   | 13,48 millió |
| 52.  | 11. | Céges piknik 1. rész (Company Picnic Part 1) | Todd Holland  | Történet: Janae Bakken Tévéjáték: Alan J. Higgins                            | 2002. február 3.   | 21,45 millió |
| 53.  | 12. | Céges piknik 2. rész (Company Picnic Part 2) | Todd Holland  | Történet: Janae Bakken Tévéjáték: Alan J. Higgins                            | 2002. február 3.   | 21,45 millió |
| 54.  | 13. | Reese vezetni tanul (Reese Drives)           | Jeff Melman   | Michael Glouberman & Andrew Orenstein                                        | 2002. február 10.  | 13,27 millió |
| 55.  | 14. | Cynthia visszatér (Cynthia's Back)           | Ken Kwapis    | Maggie Bandur & Pang-Ni Landrum                                              | 2002. február 17.  | 11,93 millió |
| 56.  | 15. | Hal szülinapja (Hal's Birthday)              | Levie Isaacks | Alex Reid                                                                    | 2002. március 3.   | 13,58 millió |
| 57.  | 16. | Hal edző (Hal Coaches)                       | Jeff Melman   | Ian Busch                                                                    | 2002. március 10.  | 14,32 millió |
| 58.  | 17. | Dewey kutyája (Dewey's Dog)                  | Bob Stevens   | Michael Glouberman & Andrew Orenstein                                        | 2002. április 7.   | 12,39 millió |
| 59.  | 18. | Póker 2 (Poker #2)                           | Jeff Melman   | Történet: John Bradford Goodman Tévéjáték: Bill Hooper                       | 2002. április 21.  | 11,93 millió |
| 60.  | 19. | Klip show (Clip Show)                        | Jamie Babbit  | Michael Borkow & Alex Reid                                                   | 2002. április 28.  | 13,12 millió |
| 61.  | 20. | Esküdtszék (Jury Duty)                       | Ken Kwapis    | Történet: Pang-Ni Landrum & Tom Mason & Dan Danko Tévéjáték: Pang-Ni Landrum | 2002. május 1.     | 5,89 millió  |
| 62.  | 21. | Klikkek (Cliques)                            | Jeff Melman   | Michael Borkow                                                               | 2002. május 5.     | 10,95 millió |
| 63.  | 22. | Majom (Monkey)                               | Ken Kwapis    | Dan Kopelman                                                                 | 2002. május 12.    | 11,94 millió |

## 4. évad (2002-2003)
| Sor. | Év. | Cím                                                | Rendező        | Író                                                                                   | Premier            | Nézettség    |
| ---- | --- | -------------------------------------------------- | -------------- | ------------------------------------------------------------------------------------- | ------------------ | ------------ |
| 64.  | 1.  | Állatkert (Zoo)                                    | Todd Holland   | Michael Glouberman & Andrew Orenstein                                                 | 2002. november 3.  | 12,21 millió |
| 65.  | 2.  | Alázatosság (Humilithon)                           | Jeff Melman    | Michael Borkow                                                                        | 2002. november 10. | 9,64 millió  |
| 66.  | 3.  | Családi összejövetel (Family Reunion)              | Ken Kwapis     | Alex Reid                                                                             | 2002. november 17. | 10,92 millió |
| 67.  | 4.  | Buta lány (Stupid Girl)                            | Todd Holland   | Dan Kopelman                                                                          | 2002. november 24. | 9,82 millió  |
| 68.  | 5.  | Előre-hátra (Forwards Backwards)                   | Levie Isaacks  | Maggie Bandur                                                                         | 2002. december 1.  | 10,71 millió |
| 69.  | 6.  | Tiltott barátnő (Forbidden Girlfriend)             | Jamie Babbit   | Matthew Carlson                                                                       | 2002. december 15. | 11,19 millió |
| 70.  | 7.  | Malcolm tartja a száját (Malcolm Holds His Tongue) | Jeff Melman    | Gary Murphy & Neil Thompson                                                           | 2003. január 5.    | 10,45 millió |
| 71.  | 8.  | Fiúk a farmon (Boys at Ranch)                      | David D'Ovidio | Gary Murphy & Neil Thompson                                                           | 2003. január 12.   | 10,36 millió |
| 72.  | 9.  | Nagymama perel (Grandma Sues)                      | Jimmy Simons   | Michael Glouberman & Andrew Orenstein                                                 | 2003. február 2.   | 13,72 millió |
| 73.  | 10. | Ha a fiúk lányok voltak (If Boys Were Girls)       | Ken Kwapis     | Történet: Alexandra Kaczenski Tévéjáték: Nahnatchka Khan                              | 2003. február 9.   | 11,70 millió |
| 74.  | 11. | Hosszú út (Long Drive)                             | Levie Isaacks  | Michael Borkow                                                                        | 2003. március 2.   | 11,52 millió |
| 75.  | 12. | Kirúgva (Kicked Out)                               | Jeff Melman    | Alex Reid                                                                             | 2003. március 9.   | 11,73 millió |
| 76.  | 13. | Sztereó bolt (Stereo Store)                        | Bryan Cranston | Matthew Carlson                                                                       | 2003. március 16.  | 10,96 millió |
| 77.  | 14. | Hal barátja (Hal's Friend)                         | Jeff Melman    | Dan Kopelman                                                                          | 2003. március 30.  | 11,10 millió |
| 78.  | 15. | Garázs vásár (Garage Sale)                         | Levie Isaacks  | Maggie Bandur                                                                         | 2003. április 6.   | 10,18 millió |
| 79.  | 16. | Egyetemi oktatlon (Academic Octathalon)            | Todd Holland   | Rob Hanning                                                                           | 2003. április 13.  | 9,25 millió  |
| 80.  | 17. | Klip show 2 (Clip Show 2)                          | Levie Isaacks  | Maggie Bandur & Dan Kopelman                                                          | 2003. április 20.  | 8,69 millió  |
| 81.  | 18. | Reese bulija (Reese's Party)                       | Levie Isaacks  | Andy Bobrow                                                                           | 2003. április 27.  | 11,07 millió |
| 82.  | 19. | A jövőbeli Malcolm (Future Malcolm)                | Ken Kwapis     | Történet: Ron Corcillo & A.J. Poulin Tévéjáték: Michael Glouberman & Andrew Orenstein | 2003. május 4.     | 12,11 millió |
| 83.  | 20. | Baba 1. rész (Baby: Part 1)                        | Jimmy Simons   | Rob Hanning                                                                           | 2003. május 11.    | 9,82 millió  |
| 84.  | 21. | Baba 2. rész (Baby: Part 2)                        | Jamie Babbit   | Michael Borkow                                                                        | 2003. május 18.    | 10,83 millió |
| 85.  | 22. | Nappali ellátás (Day Care)                         | Steve Love     | Gary Murphy & Neil Thompson                                                           | 2003. május 18.    | 10,48 millió |

## 5. évad (2003-2004)
| Sor. | Év. | Cím                                                             | Rendező        | Író                                   | Premier            | Nézettség    |
| ---- | --- | --------------------------------------------------------------- | -------------- | ------------------------------------- | ------------------ | ------------ |
| 86.  | 1.  | Vegas (Vegas)                                                   | Bryan Cranston | Michael Glouberman & Andrew Orenstein | 2003. november 2.  | 10,26 millió |
| 87.  | 2.  | A baba megtekintése (Watching the Baby)                         | Levie Isaacks  | Alex Reid                             | 2003. november 9.  | 9,63 millió  |
| 88.  | 3.  | Viszlát Kitty (Goodbye Kitty)                                   | Jimmy Simons   | Gary Murphy & Neil Thompson           | 2003. november 16. | 9,16 millió  |
| 89.  | 4.  | Hálaadás (Thanksgiving)                                         | David D'Ovidio | Matthew Carlson                       | 2003. november 23. | 10,21 millió |
| 90.  | 5.  | Malcolm lefilmezi Reese-t (Malcolm Films Reese)                 | Levie Isaacks  | Dan Kopelman                          | 2003. november 30. | 9,18 millió  |
| 91.  | 6.  | Malcolm munkája (Malcolm's Job)                                 | Steve Welch    | Maggie Bandur                         | 2003. december 7.  | 8,37 millió  |
| 92.  | 7.  | A karácsonyfa (Christmas Trees)                                 | Steve Love     | Alex Reid                             | 2003. december 14. | 8,71 millió  |
| 93.  | 8.  | Lakóházbeli parti (Block Party)                                 | Levie Isaacks  | Rob Ulin                              | 2004. január 4.    | 7,45 millió  |
| 94.  | 9.  | Piszkos magazin (Dirty Magazine)                                | Bryan Cranston | Eric Kaplan                           | 2004. január 11.   | 9,07 millió  |
| 95.  | 10. | Pezsgőfürdő (Hot Tub)                                           | Jimmy Simons   | Andy Bobrow                           | 2004. január 25.   | 8,70 millió  |
| 96.  | 11. | Ida barátja (Ida's Boyfriend)                                   | Peter Lauer    | Neil Thompson                         | 2004. február 8.   | 6,39 millió  |
| 97.  | 12. | Softball (Softball)                                             | Ken Kwapis     | Michael Glouberman                    | 2004. február 15.  | 7,61 millió  |
| 98.  | 13. | Lois nővére (Lois' Sister)                                      | David D'Ovidio | Gary Murphy                           | 2004. február 22.  | 10,29 millió |
| 99.  | 14. | Malcolm találkozik egy családdal (Malcolm Dates a Family)       | Steve Welch    | Rob Ulin                              | 2004. március 14.  | 7,61 millió  |
| 100. | 15. | Reese lakása (Reese's Apartment)                                | David Grossman | Dan Kopelman                          | 2004. március 21.  | 9,30 millió  |
| 101. | 16. | Malcolm meglátogatja a főiskolát (Malcolm Visits College)       | Peter Lauer    | David Wright                          | 2004. március 28.  | 9,06 millió  |
| 102. | 17. | Már megint Polly (Polly in the Middle)                          | Steve Love     | Matthew Carlson                       | 2004. április 25.  | 7,21 millió  |
| 103. | 18. | Dewey különleges osztálya (Dewey's Special Class)               | David D'Ovidio | Maggie Bandur                         | 2004. május 2.     | 7,45 millió  |
| 104. | 19. | Kísérlet (Experiment)                                           | Bryan Cranston | Alex Reid                             | 2004. május 2.     | 6,92 millió  |
| 105. | 20. | Victor másik családja (Victor's Other Family)                   | David Grossman | Eric Kaplan                           | 2004. május 9.     | 5,58 millió  |
| 106. | 21. | Reese belép a hadseregbe 1. rész (Reese Joins the Army: Part 1) | Steve Love     | Andy Bobrow                           | 2004. május 16.    | 7,50 millió  |
| 107. | 22. | Reese belép a hadseregbe 2. rész (Reese Joins the Army: Part 2) | Peter Lauer    | Andrew Orenstein                      | 2004. május 23.    | 7,99 millió  |

## 6. évad (2004-2005)
| Sor. | Év. | Cím                                             | Rendező        | Író                | Premier            | Nézettség   |
| ---- | --- | ----------------------------------------------- | -------------- | ------------------ | ------------------ | ----------- |
| 108. | 1.  | Reese hazatér (Reese Comes Home: Part 3)        | Todd Holland   | Matthew Carlson    | 2004. november 7.  | 7,11 millió |
| 109. | 2.  | A Busey-k futása (Buseys Run Away)              | Bryan Cranston | Michael Glouberman | 2004. november 14. | 9,06 millió |
| 110. | 3.  | Standee (Standee)                               | David D'Ovidio | Rob Ulin           | 2004. november 21. | 7,06 millió |
| 111. | 4.  | Pearl Harbor (Pearl Harbor)                     | Peter Lauer    | Neil Thompson      | 2004. december 5.  | 7,78 millió |
| 112. | 5.  | Kitty visszatér (Kitty's Back)                  | Peter Lauer    | Matthew Carlson    | 2004. december 12. | 9,50 millió |
| 113. | 6.  | Hal karácsonyi ajándéka (Hal's Christmas Gift)  | David Grossman | Alex Reid          | 2004. december 19. | 4,67 millió |
| 114. | 7.  | Hal alvajáró (Hal Sleepwalks)                   | David D'Ovidio | Gary Murphy        | 2005. január 16.   | 5,35 millió |
| 115. | 8.  | Lois Jaime-vel küzd (Lois Battles Jamie)        | Steve Welch    | Michael Glouberman | 2005. január 23.   | 5,24 millió |
| 116. | 9.  | Malcolm kocsija (Malcolm's Car)                 | Peter Lauer    | Alex Reid          | 2005. január 30.   | 5,93 millió |
| 117. | 10. | Hirdetőtábla (Billboard)                        | Bryan Cranston | Rob Ulin           | 2005. február 13.  | 5,43 millió |
| 118. | 11. | Dewey operája (Dewey's Opera)                   | Linwood Boomer | Eric Kaplan        | 2005. február 20.  | 6,49 millió |
| 119. | 12. | Élő végrendelet (Living Will)                   | Steve Love     | Jennifer Celotta   | 2005. március 6.   | 5,32 millió |
| 120. | 13. | Tiki társalgó (Tiki Lounge)                     | Peter Lauer    | Jay Kogen          | 2005. március 13.  | 5,58 millió |
| 121. | 14. | Ida elveszti az egyik lábát (Ida Loses a Leg)   | Steve Welch    | Andy Bobrow        | 2005. március 20.  | 5,23 millió |
| 122. | 15. | Chad ottalvós bulija (Chad's Sleepover)         | David D'Ovidio | Rob Ulin           | 2005. március 27.  | 4,13 millió |
| 123. | 16. | Motorkerékpárok nélkül (No Motorcycles)         | Jimmy Simons   | Andy Bobrow        | 2005. április 3.   | 4,15 millió |
| 124. | 17. | Pillangók (Butterflies)                         | David Grossman | Michael Glouberman | 2005. április 10.  | 4,91 millió |
| 125. | 18. | Ida tánca (Ida's Dance)                         | Steve Welch    | Eric Kaplan        | 2005. április 17.  | 4,43 millió |
| 126. | 19. | Motivációs előadó (Motivational Speaker)        | Steve Love     | Rob Ulin           | 2005. április 24.  | 5,77 millió |
| 127. | 20. | Gólyalábak (Stilts)                             | Linwood Boomer | Michael Glouberman | 2005. május 1.     | 6,84 millió |
| 128. | 21. | A Busey-k túszt ejtenek (Buseys Take a Hostage) | David D'Ovidio | Gary Murphy        | 2005. május 8.     | 4,89 millió |
| 129. | 22. | Mrs. Tri-County (Mrs. Tri-County)               | David D'Ovidio | Gary Murphy        | 2005. május 15.    | 5,16 millió |

## 7. évad (2005-2006)
| Sor. | Év. | Cím                                              | Rendező                       | Író                           | Premier              | Nézettség   |
| ---- | --- | ------------------------------------------------ | ----------------------------- | ----------------------------- | -------------------- | ----------- |
| 130. | 1.  | Égő ember (Burning Man)                          | Peter Lauer                   | Michael Glouberman            | 2005. szeptember 30. | 3,50 millió |
| 131. | 2.  | Egészségbiztosítás (Health Insurance)            | Steve Welch                   | Rob Ulin                      | 2005. október 7.     | 3,44 millió |
| 132. | 3.  | Reese kontra Stevie (Reese vs. Stevie)           | Linwood Boomer                | Alex Reid                     | 2005. október 21.    | 3,63 millió |
| 133. | 4.  | Halloween (Halloween)                            | David D'Ovidio                | Andy Bobrow                   | 2005. október 28.    | 3,53 millió |
| 134. | 5.  | Jessica ott marad éjszakára (Jessica Stays Over) | Alex Reid                     | Matthew Carlson               | 2005. november 4.    | 3,53 millió |
| 135. | 6.  | Titkos barát (Secret Boyfriend)                  | Peter Lauer                   | Gary Murphy                   | 2005. november 11.   | 3,65 millió |
| 136. | 7.  | Áramszünet (Blackout)                            | Steve Welch                   | Eric Kaplan                   | 2005. november 18.   | 3,18 millió |
| 137. | 8.  | Katonatárs (Army Buddy)                          | Peter Lauer                   | Neil Thompson                 | 2005. december 2.    | 3,14 millió |
| 138. | 9.  | Malcolm megvédi Reese-t (Malcolm Defends Reese)  | Bryan Cranston                | Matthew Carlson               | 2005. december 16.   | 3,17 millió |
| 139. | 10. | Malcolm pénze (Malcolm's Money)                  | Steve Love                    | Michael Glouberman            | 2006. január 6.      | 3,56 millió |
| 140. | 11. | Ida menyasszonya (Bride of Ida)                  | Linwood Boomer                | Rob Ulin                      | 2006. január 13.     | 3,80 millió |
| 141. | 12. | Főiskolai toborzók (College Recruiters)          | Peter Lauer                   | Jay Kogen                     | 2006. január 29.     | 4,37 millió |
| 142. | 13. | Mononukleózis (Mono)                             | David D'Ovidio                | Andy Bobrow                   | 2006. február 12.    | 3,86 millió |
| 143. | 14. | Hal gyászol (Hal Grieves)                        | Christopher Kennedy Masterson | Eric Kaplan                   | 2006. február 19.    | 3,95 millió |
| 144. | 15. | A.A. (A.A.)                                      | Steve Welch                   | Al Higgins                    | 2006. március 5.     | 4,12 millió |
| 145. | 16. | Lois visszavág (Lois Strikes Back)               | Alex Reid                     | Gary Murphy                   | 2006. március 19.    | 4,94 millió |
| 146. | 17. | Hal fogorvosa (Hal's Dentist)                    | Steve Love                    | Jay Kogen                     | 2006. március 26.    | 3,58 millió |
| 147. | 18. | Óvóhely (Bomb Shelter)                           | Matthew Carlson               | Rob Ulin                      | 2006. április 2.     | 3,74 millió |
| 148. | 19. | Stevie kórházban (Stevie in the Hospital)        | Steve Welch                   | Dave Ihlenfeld & David Wright | 2006. április 9.     | 3,60 millió |
| 149. | 20. | Marhabíróság (Cattle Court)                      | Peter Lauer                   | Michael Glouberman            | 2006. április 16.    | 2,89 millió |
| 150. | 21. | Morp (Morp)                                      | David D'Ovidio                | Gary Murphy                   | 2006. április 23.    | 3,02 millió |
| 151. | 22. | Ballagás (Graduation)                            | Linwood Boomer                | Michael Glouberman            | 2006. május 14.      | 7,38 millió |